# Németh Mária (festő)
Németh Mária, (Saly Marika) (Budapest, 1957. október 16. –) magyar festőművész, grafikus, animátor, divattervező.

## Pályakép
Édesapja, Saly Németh László környezetében már kisgyermekkorában szenvedélyesen rajzolt. Gimnáziumi éveiben a divattervezés foglalkoztatta leginkább. Azonban igen fiatalon a Pannónia Filmstúdióba került, ahol rajzolóvá, majd animátorrá vált. Rengeteg rajzfilm főcímén szerepel a neve.
Húszéves korában elkezdett festeni.
1981-ben Párizsba települt, ahol folytatta a festészetet. A megélhetést az animációs film – háttérfestés és mozdulattervezés – biztosította. Rövidesen Portugáliába került, ahol szintén a rajzfilmesek világában dolgozott. 1984-ben a Gaumont filmvállalat hívására visszaköltözött Párizsba. Két Asterix film készítésében vett részt.
1996-ban az Institute de Cotoure Parisienne-ben divattervező diplomát szerzett. Aztán – egy művészeti csoport tagjaként – megtanulta az ikonfestészetet, ami később egyik szenvedélyévé vált.
1997 és 2004 között a párizsi Walt Disney Stúdiónál dolgozott, mint EFX animátor (Tarzan, Atlantis, Livre de la jungle stb.).
Mindeközben számos kiállítása volt.
2004 óta vállal grafikai megrendeléseket is. Ezeket modern technikai eszközökkel készíti (visual web site, katalógusok, CD-borítók, brosúrák…), és saját örömére a restaurálás és ikonfestés rejtelmeit is tanulmányozza.
Ikonjait több kiállításon is bemutatta.
2010-ben hazatelepült.

## Közös kiállítások
- 1991 La Java (Párizs)
- 1992 Galerie de Nestlé „Salon d'Hiver” (Párizs)
- 1992 Galerie Everarts (Párizs)
- 1992 Belleville-i Nyitott napok 92 (Párizs)
- 1993 Belleville-i Nyitott napok 93 (Párizs)
- 1994 Belleville-i Nyitott napok 94 (Párizs)

## Egyéni kiállítások
- 1992 Galerie de l'Escalier (Párizs)
- 2011 Édesvíz Könyvesbolt
- 2024 Pomáz Teleki-Wattay kastély

## Ikon kiállítások
- 2002-2003 a vincenne-i „Notre Dame” (Párizs)
- 2002 a vincenn-i Saint Louis templom (Párizs)
- 2003 Espace Daniel Sorano, Vincennes (Párizs)
- 2007 május (Budapest)
- 2008 Galery Lamy Avery (Los Angeles)
- 2011 III. kerületi Szabó Ervin Könyvtár

## Külső hivatkozások
- Kiállítás Los Angelesben